# Lisa Mandemaker
Lisa Mandemaker és una dissenyadora social neerlandesa que ha creat, juntament amb altres investigadors de l'àrea, un prototip d'úter artificial per a bebès extremadament prematurs. Ha estat inclosa en la llista de la BBC de 100 dones més inspiradores i influents de tot el món per a 2019.

## Trajectòria
Mandemaker té un Màster en Disseny de Productes del Royal College of Art de Londres.
En 2018, Mandemaker, al costat de Guid Oei del Màxima Medisch Centrum i al dissenyador gràfic Hendrik-Jan Grievink van començar a desenvolupar un úter artificial. Conté un entorn líquid per a desenvolupar parts prematurs (de 24 a 28 mesos) i augmentar-ne la supervivència. L'ambient permet que l'oxigen i els nutrients vitals passin a través del cordó umbilical, i s'ha proposat com una alternativa a una incubació que té majors riscos a causa de l'ambient ric en oxigen. El projecte té un finançament de 2,9 milions d'euros i un objectiu de finalització de cinc a deu anys. Les preocupacions del projecte inclouen impactes desconeguts a curt i llarg termini en el nen.
Uns altres dels seus treballs anteriors, inclouen tallers i projectes sobre l'estat d'inestabilitat del Brexit i altres comentaris socials en l'actualitat.

## Reconeixements
En 2014, Mandemaker va ser un dels perfils destacats del Festival de Disseny de Seül. L'any 2019, la BBC la va incloure en la seva llista anual de les 100 dones més inspiradores i influents de tot el món.